# Уокер, Кара
Кара Уокер (англ. Kara Walker; род. 26 ноября 1969, Стоктон, США) — американская художница. Профессор Колумбийского университета, а также преподаёт в Mason Gross School of the Arts Ратгерского университета, член Американского философского общества (2018).

## Биография
Когда ей исполнилось 13 лет, её отец художник Ларри Уокер получил должность в университете штата Джорджия и семья переехала в Stone Mountain, пригород Атланты. Сосредоточившись на живописи и графике, Уокер получила образование в Колледже искусств Атланты (1991) и Школе дизайна Род-Айленда (1994). В 1997 году она приняла участие в Биеннале Уитни (Нью-Йорк) и в том же году, в возрасте 27 лет, стала самым молодым обладателем престижного гранта Фонда MacArthur, что спровоцировало публичную дискуссию вокруг её творчества. В 2002 г. была выбрана представлять США на Биеннале в Сан-Паулу в Бразилии. В 2007 г. Walker Art Center организовал выставку «Kara Walker: My Complement, My Oppressor, My Enemy, My Love», которая стала первой масштабной музейной экспозицией художницы в США. Уокер живёт в Нью-Йорке и является профессором визуальных искусств в Колумбийском университете. Член Американской академии искусств и наук (2012).

## Творчество
Кару Уокер интересует темная сторона американской культуры, связанная с расизмом и страстью к насилию. Она известна в первую очередь своими большими настенными композициями, основанными на силуэтных образах. В них часто затрагиваются такие острые темы, как власть, репрессии, сексуальность, расовая и гендерная дискриминация.

## Персональные выставки
| - 2009 Estampes, Galerie Lelong - 2008 Annotating History, Pomona College Museum of Art, Клермонт - 2008 My Complement, My Enemy, My Oppressor, My Love, Hammer Museum, Лос-Анджелес - 2007 Bureau of Refugees, Freeman and Abandoned Lands- Records, «Miscellaneous Papers» National Archives M809 Roll 23 Архивная копия от 19 сентября 2009 на Wayback Machine, Sikkema Jenkins & Co., Нью-Йорк - 2007 My Complement, My Enemy, My Oppressor, My Love, Walker Art Center, Миннеаполис; Musée d’Art Moderne de la Ville de Paris, Париж; Whitney Museum of American Art, Нью-Йорк - 2007 Harper’s Pictorial History of the Civil War (недоступная ссылка), Addison Gallery of American Art, Андовер - 2006 Kara Walker at the Met: After the Deluge, Метрополитен-музей, Нью-Йорк - 2006 Kara Walker Архивная копия от 21 сентября 2009 на Wayback Machine Sikkema Jenkins & Co., Нью-Йорк - 2005 Galerie Max Hetzler, Берлин - 2005 Testimony Архивная копия от 21 сентября 2009 на Wayback Machine, Sikkema Jenkins & Co., Нью-Йорк - 2005 Song of the South, REDCAT, Лос-Анджелес - 2005 Event Horizon, New School University, Arnhold Hall, Нью-Йорк - 2005 Museo de Arte Carrillo Gil, Мехико - 2004 Grub for Sharks: A Concession to the Negro Populace, Tate Liverpool, Project Space, Ливерпуль - 2004 Fibbergibbet and Mumbo Jumbo: Kara E. Walker in Two Acts, The Fabric Workshop and Museum, Филадельфия - 2004 Galerie Lelong, Париж - 2003 Centro Nazionale per le Arti Contemporanee, Рим - 2003 Excavated from the Black Heart of a Negress, The Studio Museum in Harlem, Нью-Йорк - 2003 Drawings Архивная копия от 1 августа 2009 на Wayback Machine, Sikkema Jenkins & Co., Нью-Йорк - 2003 Narratives of a Negress, The Tang Teaching Museum and Art Gallery, Skidmore College, Saratoga Springs; Williams College Museum of Art, Williamstown - 2002 An Abbreviated Emancipation, The University of Michigan Museum of Art, Ann Arbor - 2002 Kara Walker, Slavery!, Slavery!, 25-я Биеннале в Сан-Пауло; Mannheimer Kunstverein, Mannheim; Museum Weserburg, Bremen; Deutsche Guggenheim, Берлин; Museumquartier, Вена Museum voor Moderne Kunst, Arnheim - 2002 For the Benefit of All the Races of Mankind: An Exhibition of Artifacts, Remnants and Effluvi EXCAVATED from the Black Heart of a Negress, Kunstverein Hannover, Ганновер - 2002 Nat Turner’s Revelation: An Important Lesson from our Negro Past You will Likely Forget to Remember, Galerie Max Hetzler, Берлин | - 2001 American Primitive, Sikkema Jenkins & Co., Нью-Йорк - 2001 Disturbing Allegories, Vanderbilt University Fine Arts Gallery, Nashville - 2001 The Emancipation Approximation, The Tel Aviv Museum of Art, Tel Aviv - 2000 Des Moines Art Center, Des Moines - 1999 Why I Like White Boys: An illustrated Novel by Kara E. Walker Negress, MAMCO — Musée d’Art Moderne et Contemporain, Geneva - 1999 The McKinney Avenue Contemporary, Dallas - 1999 Another Fine Mess, Sikkema Jenkins & Co., New York - 1999 African’t, Galleri Index, Stockholm - 1999 No mere Words can adequately reflect the Remorse this negress Feels at having been cast into such a lowly State by her former Masters and so it is with a humble Heart that she brings about their physical Ruin and earthly Demise, CCAC — California College for the Arts, Oakland; UCLA Hammer Museum, Los Angeles - 1998 Presenting Negro Scenes Drawn Upon My Passage Through the South and Reconfigured for the Benefit of Enlightened Audiences Wherever Such May Be Found, By Myself, Missus K.E.B. Walker, Colored, The Carpenter Center, Harvard University, Cambridge - 1998 Prints, The Print Center, Philadelphia - 1998 Opera Safety Curtain for 1998-99 Season, Vienna State Opera House, Vienna, Brent Sikkema / Wooster Gardens, New York, The Forum, St. Louis - 1997 Upon My Many Masters: An Outline, San Francisco Museum of Modern Art, San Francisco - 1997 Presenting Negro Scenes Drawn Upon My Passage Through the South and Reconfigured for the Benefit of Enlightened Audiences Wherever Such May Be Found, By Myself, Missus K.E.B. Walker, Colored, The Renaissance Society, University of Chicago, Chicago; The Contemporary Arts Center; Henry Art Gallery, University of Washington, Seattle, Huntington Beach Arts Center, Huntington Beach - 1996 From the Bowels to the Bosom, Brent Sikkema / Wooster Gardens, New York - 1996 Ol’ Marster Paintin’s and Silhouette Cuttings, Bernard Toale Gallery, Boston - 1995 The High and Soft Laughter of the Nigger Wenches At Night, Brent Sikkema / Wooster Gardens, New York - 1995 The Battle of Atlanta: Being the Narrative of a Negress in the Flames of Desire — A Reconstruction, Nexus Contemporary Arts Center, Atlanta - 1995 Look Away! Look Away! Look Away!, Center For Curatorial Studies, Bard College, Annandale-on-Hudson |

## Награды, гранты
- United States Artists Eileen Harris Norton Fellowship, 2008
- The Lucelia Artist Award, The Smithsonian American Art Museum 2004
- John D. and Catherine T. MacArthur Foundation
- Art Matters, Inc. Individual Artist’s Fellowship
- Awards of Excellence II, Rhode Island School of Design
- Awards of Excellence I, Rhode Island School of Design
- Ida Blank Ocko Scholarship, Atlanta College of Art
- Presidential Scholar, Atlanta College of Art

## Публичные коллекции
| - Art Gallery of South Australia - The Art Institute of Chicago, IL - The Baltimore Museum of Art, MD - Broad Art Foundation, Santa Monica, CA - Brooklyn Museum of Art, Brooklyn, NY - Centro Nazionale per le Arti Contemporanee, Rome, Italy - The Contemporary Museum, Honalulu, Hawaii - The Corcoran Gallery of Art, Washington, D.C. - DESTE Foundation, Athens, Greece - Museum voor Modern Kunst, The Netherlands | - Deutsche Bank, Frankfurt, Germany - Foundation Museé d’Art Moderne Grand-Duc Jean, Luxembourg - Guggenheim Museum, NY - Indianapolis Museum of Art, IN - Los Angeles County Museum of Art, CA - Milwaukee Art Museum, Milwaukee, WI - Musee d’Art Moderne, Luxembourg - Museum of Contemporary Art, Chicago, IL - Museum of Fine Arts, Boston, MA - Museum of Modern Art, New York | - Princeton University Art Museum - The Renaissance Society, Chicago, IL - The Judith Rothschild Foundation - San Francisco Museum of Modern Art, CA - Solomon R. Guggenheim Museum, New York - The Studio Museum in Harlem, New York - The Tate Gallery, London, U.K. - Walker Art Center, Minneapolis, MN - Whitney Museum of American Art, New York - Williams College Museum of Art, MA |